# Reino de Wurtemberg
El Reino de Wurtemberg (en alemán: Königreich Württemberg) fue un antiguo Estado localizado en el suroeste de la actual Alemania.

## Historia

### Creación del reino y guerras napoleónicas

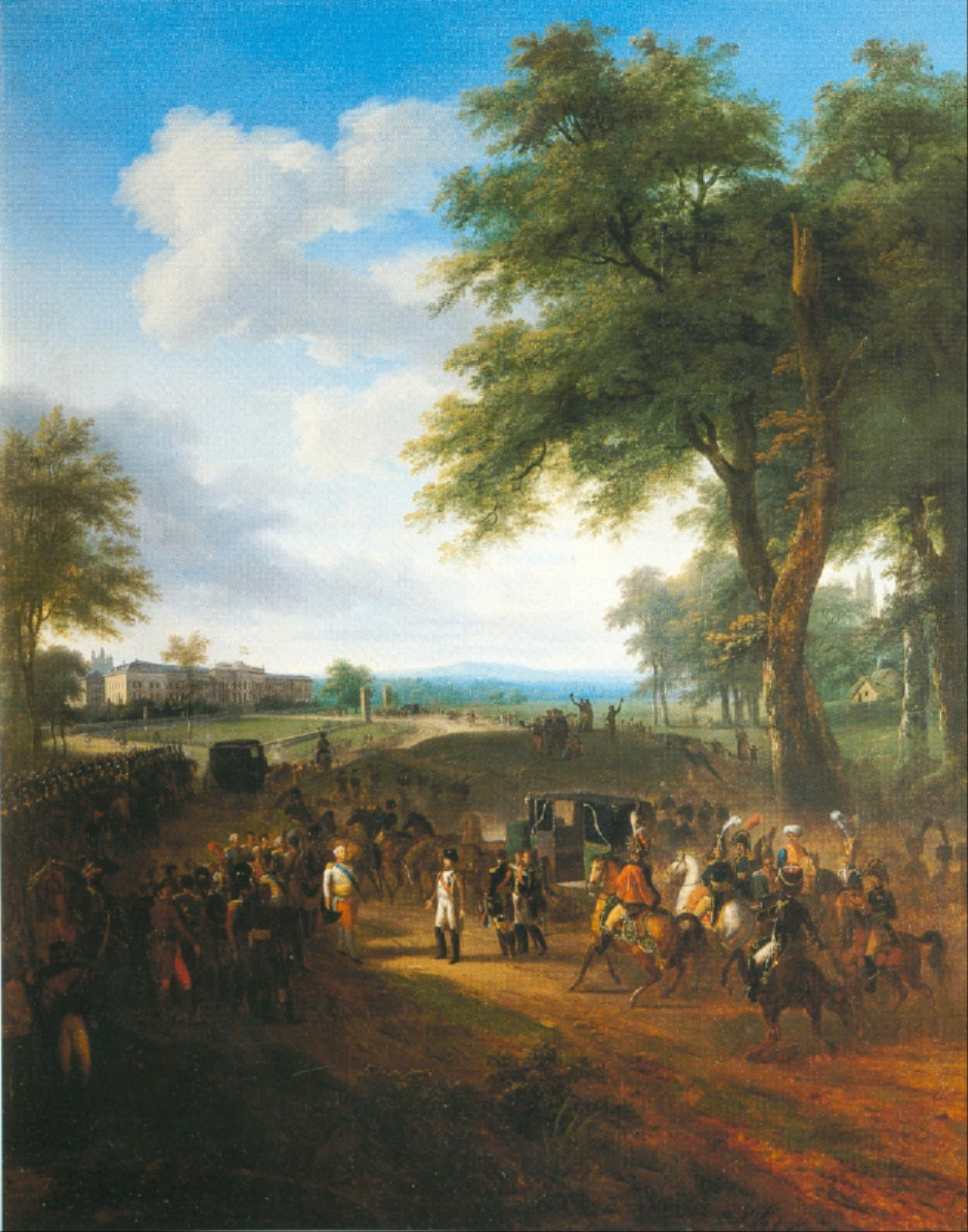
La recepción de Napoleón en Ludwigsburg, 1811/1812. Pintura de Louis Étienne Watelet.

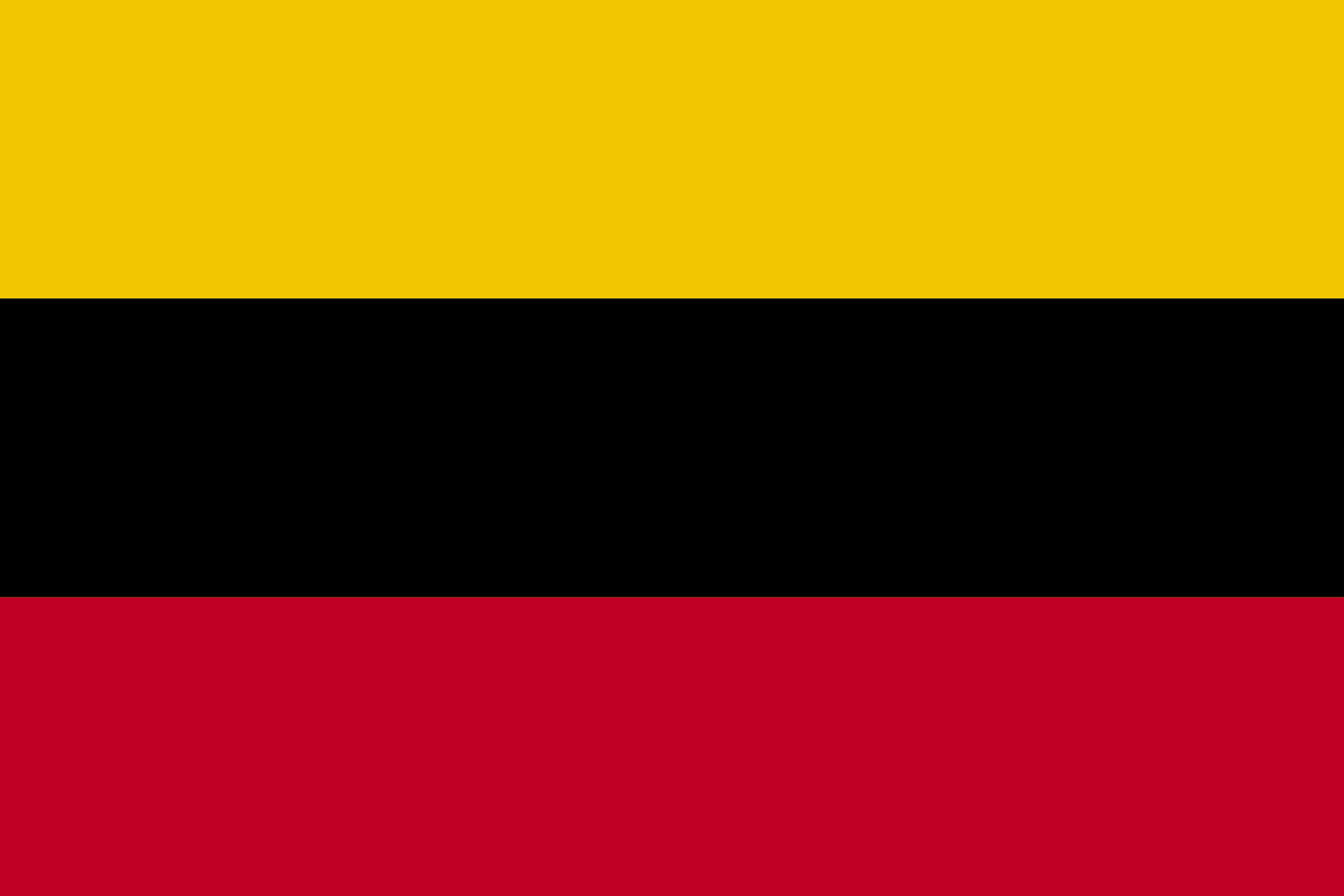
Primera bandera acuñada en 1806 por el recién creado Reino de Wurtemberg

El nuevo Estado se formó a partir del antiguo Ducado de Wurtemberg, conocido también como Altwürttemberg (Antiguo Wurtemberg), al que se habían anexionado territorios al este y al sur durante las recientes secularizaciones (Reichsdeputationshauptschluss) y la Paz de Presburgo. Fue proclamado reino independiente por intervención de Napoleón Bonaparte en el marco de las guerras napoleónicas. Federico II, duque de Wurtemberg, asumió el título de rey (bajo el nombre de Federico I) el 1 de enero de 1806. Abrogó la constitución y unió el viejo y el nuevo Wurtemberg. Posteriormente, colocó la propiedad de la iglesia bajo el control del gobierno y extendió en gran medida las fronteras del reino. En 1806, Federico se unió a la Confederación del Rin y recibió más territorio con 160.000 habitantes. Más tarde, por el tratado de Schönbrunn de octubre de 1809, alrededor de 110.000 personas más quedaron bajo su gobierno. A cambio de estos favores, Federico se unió al emperador francés en sus campañas contra Prusia, Austria y Rusia. De los 16.000 de sus súbditos que marcharon a Moscú, solo unos pocos cientos regresaron. Después de la batalla de Leipzig en octubre de 1813, Federico abandonó al emperador francés y, mediante un tratado con Metternich en Fulda, en noviembre de 1813, se aseguró la confirmación de su título real y de sus recientes adquisiciones de territorio. Mientras tanto, sus tropas marcharon a Francia con los aliados.

### Tras el Congreso de Viena

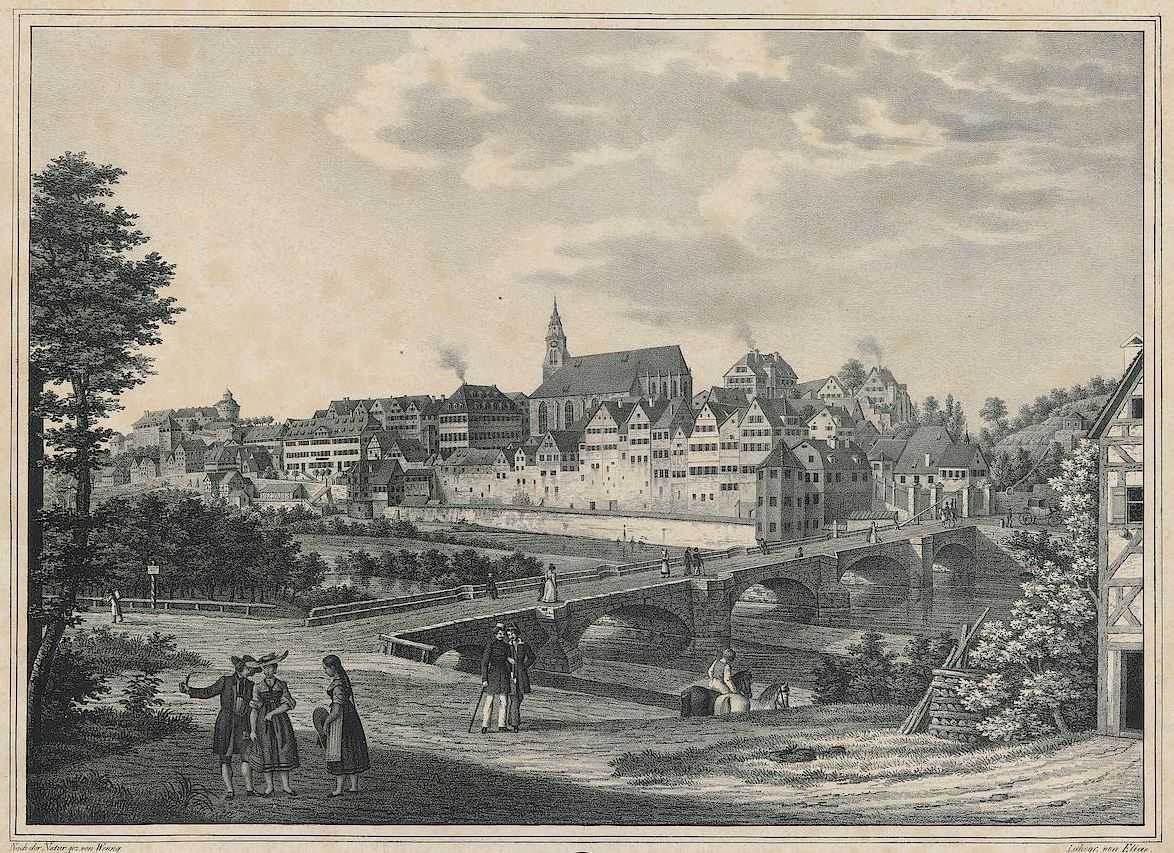
Ciudad de Tubinga, 1835.

Después de la caída de Napoleón, el Congreso de Viena confirmó las recientes adquisiciones territoriales de Wurtemberg, confirmando la dignidad del reino. En 1815, Wurtemberg se unió a la Confederación Germánica. En el mismo año, el rey presentó a los representantes de su pueblo el bosquejo de una nueva constitución, pero ellos la rechazaron. Federico murió el 30 de octubre de 1816.
Federico fue sucedido por su hijo, Guillermo I, quien luego de mucha discusión, otorgó una nueva constitución en septiembre de 1819. Las políticas de Guillermo en sus primeros años en el gobierno estaban fuertemente orientadas a aliviar las dificultades económicas de grandes sectores de la población. Cuando el nuevo rey asumió el cargo, la deuda nacional era de casi 25 millones de florines, que era casi cuatro veces el ingreso anual. En los primeros 20 años de su reinado, los ministros de finanzas Weckherlin, Varnbüler y, sobre todo, Herdegen redujeron estas deudas de manera tan sostenible que los recortes de impuestos fueron posibles. Un enfoque especial de la política económica del rey fue la expansión de la agricultura. En términos de política exterior, persiguió el objetivo de racionalizar aún más las estructuras estatales en Alemania y limitarlas a los cinco reinos de Prusia, Sajonia, Baviera, Hannover y Wurtemberg, así como al Imperio austríaco. Vio a Prusia y Austria como potencias europeas. Los otros cuatro reinos alemanes debían seguir una política común destinada a unificar una tercera gran potencia alemana a través de una estrecha alianza.
Se estableció un período de tranquilidad y mejoró la condición del reino y su educación, agricultura, comercio y economía. Tanto en asuntos públicos como privados, la frugalidad de Guillermo ayudó a reparar las finanzas destrozadas del país. La inclusión de Wurtemberg en el Zollverein alemán y la construcción de ferrocarriles fomentaron el comercio.

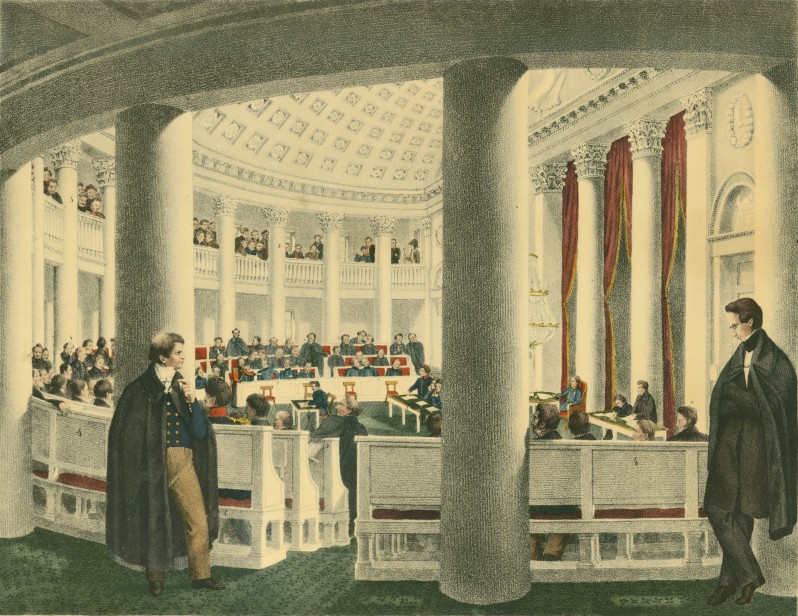
Parlamento estatal en Stuttgart en 1833.

Después de la exitosa revolución francesa de julio de 1830, los liberales recibieron un impulso en casi toda Europa, incluido Wurtemberg. En diciembre de 1831 ganaron las elecciones en la segunda cámara del parlamento estatal del reino. Guillermo I a continuación, aplazó la convocatoria del parlamento más de un año, hasta el 15 de enero de 1833. Después de la disolución del parlamento el 22 de marzo, tuvieron lugar en abril nuevas elecciones, en las que los liberales encabezados por Friedrich von Römers surgieron de nuevo como ganadores. El rey se negó a permitir que los miembros elegidos ejercieran su mandato. Friedrich Römer, Ludwig Uhland y otros parlamentarios liberales, por lo tanto, renunciaron.
En 1846 y 1847 hubo hambrunas y más emigración después de malas cosechas. El estado de ánimo básico de la población, que había estado relativamente "satisfecho" hasta entonces, cambió.

### Revolución de 1848
En enero de 1848, una reunión de protesta en Stuttgart exigió un parlamento federal a nivel nacional, libertad de prensa, libertad de asociación y reunión. El rey primero intento acomodar la revolución en Wurtemberg, la cual se apoderaba de todos los estados alemanes en marzo de 1848, como resultado de la revolución francesa de febrero (que condujo a la creación de la segunda República Francesa). Hizo cumplir la ley de prensa liberal del 30 de enero de 1817, la cual volvió a entrar en vigor y toleró un gobierno liberal presidido por Friedrich Römers. El Ministerio de Marzo, creado el 9 de marzo de 1848, fue el primer gobierno parlamentario del país. Esta política evitó conflictos militares importantes en el reino durante la revolución de Marzo. 
En abril de 1849, el gobierno y el Landtag (parlamento) aprobaron la constitución imperial aprobada en la Paulskirche de Frankfurt, que preveía un estado-nación, concebido como una pequeña solución alemana sobre la base de una monarquía constitucional democrática. El rey consideró que esta decisión era una humillación, pero fue el único monarca entre los 29 soberanos de la Confederación Germánica que aprobó la constitución realizada por el asamblea de Frankfurt: los reyes de Prusia, Baviera, Sajonia, Hannover y el emperador austríaco, la rechazaron.

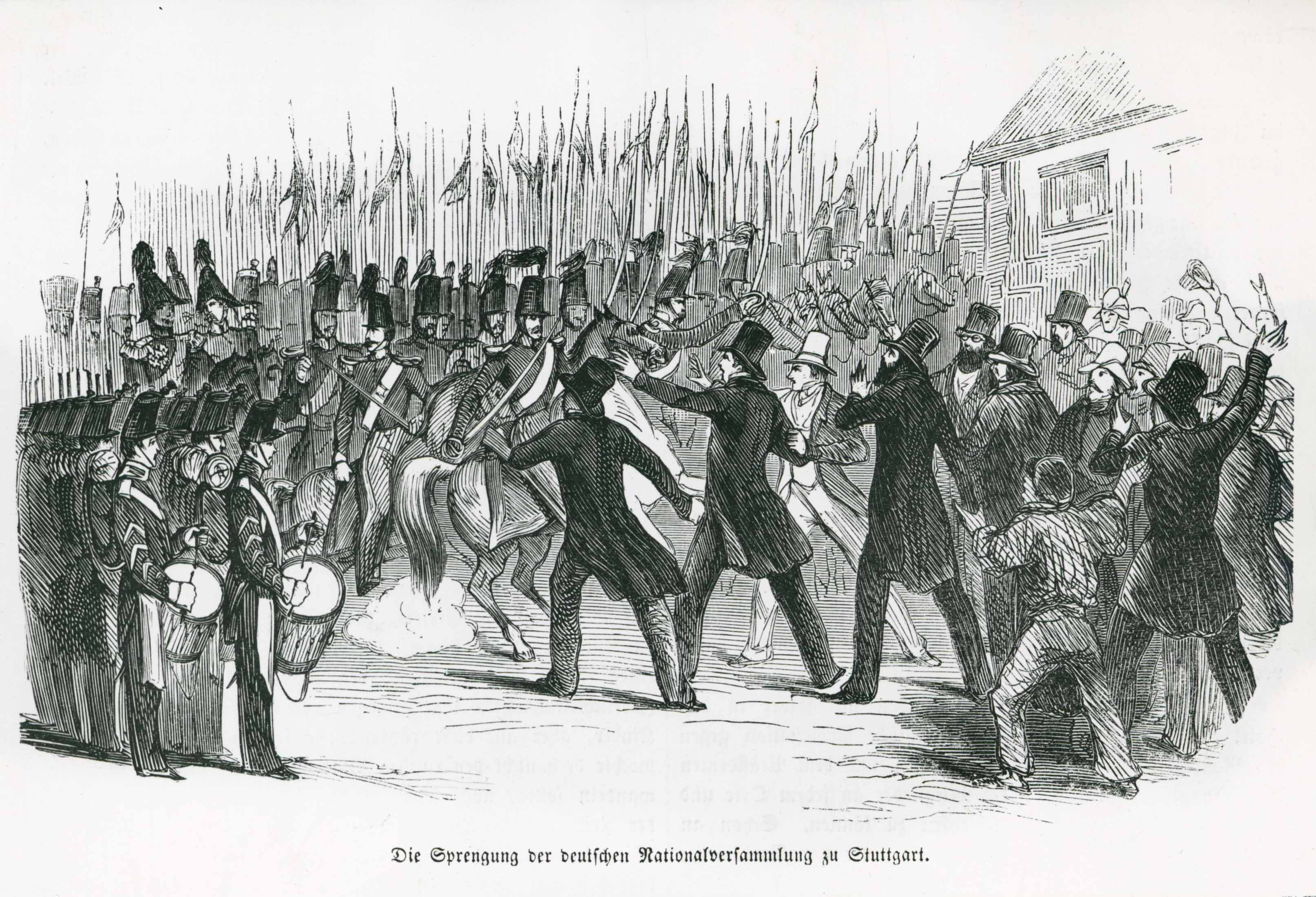
El ejército de Wurtemberg desaloja la asamblea nacional alemana instalada en Stuttgart.

La asamblea decidió ofrecer la corona imperial de Alemania al rey prusiano Federico Guillermo IV, pero este rehusó. La negativa del rey de Prusia a asumir la jefatura del Reich dejó sin argumentos a los moderados de la asamblea de Frankfurt. Después de que la asamblea nacional fracasara con el rechazo de la corona imperial alemana por parte del rey prusiano, los diputados restantes decidieron el 30 de mayo de 1849 trasladar las reuniones a Stuttgart. La asamblea nacional restante con 154 parlamentarios liderada por el presidente Wilhelm Loewe se reunió en Stuttgart. Fue ocupada por el ejército de Wurtemberg el 18 de junio de 1849 y se disolvió violentamente después de una manifestación de los 99 diputados restantes en Stuttgart. Los diputados no provenientes de Wurtemberg fueron expulsados del país.
A finales de octubre de 1849, el rey destituyó a Friedrich Römer y los miembros de asamblea estatal de Wurtemberg. Nombró un nuevo ministerio y proclamó a Johannes von Schlayer ministro del interior.

### Era de la Reacción

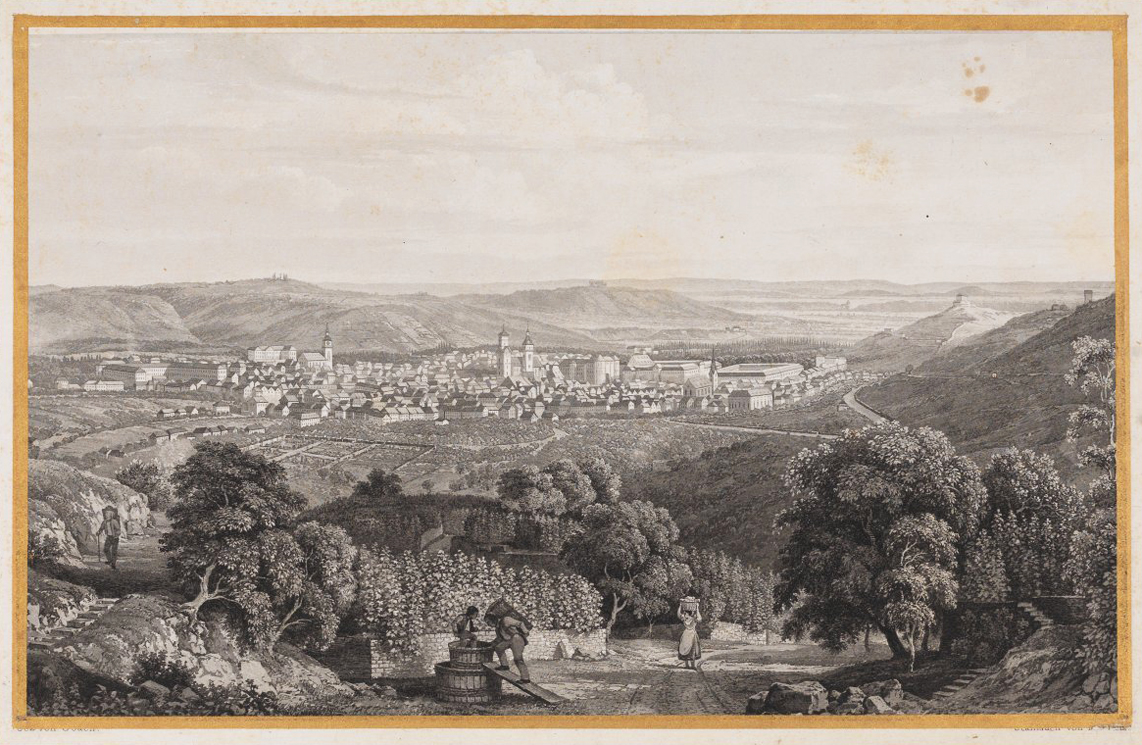
Panorama de Stuttgart en 1850.

A partir de 1850, Guillermo I inició una política reaccionaria. Sus experiencias en la revolución le hicieron rechazar generalmente representantes del pueblo. Quería "liberar a la gente de la fiebre periódica de las elecciones". El 2 de julio de 1850, estableció un nuevo gobierno con el conservador Joseph von Linden como ministro del Interior. Linden implementó la política reaccionaria de la Confederación Germánica en el reino. Fue un funcionario obediente a la política de restauración del rey. Se restableció la antigua constitución y se declararon inválidos los derechos fundamentales de la constitución imperial. La cámara alta (de los lores), que se cerró durante la revolución, fue convocada nuevamente. El ejército volvió a jurar al rey en lugar de la constitución. El castigo corporal se reintrodujo en 1852 y la pena de muerte en 1853. El gobierno conservador dirigido por Linden permaneció en el cargo hasta poco después de la muerte de Guillermo I.
En 1850 el Reino de Wurtemberg se convirtió en uno de los primeros Estados alemanes en disponer de un sello postal.

### Reinado de Carlos I hasta la proclamación del Reich Alemán

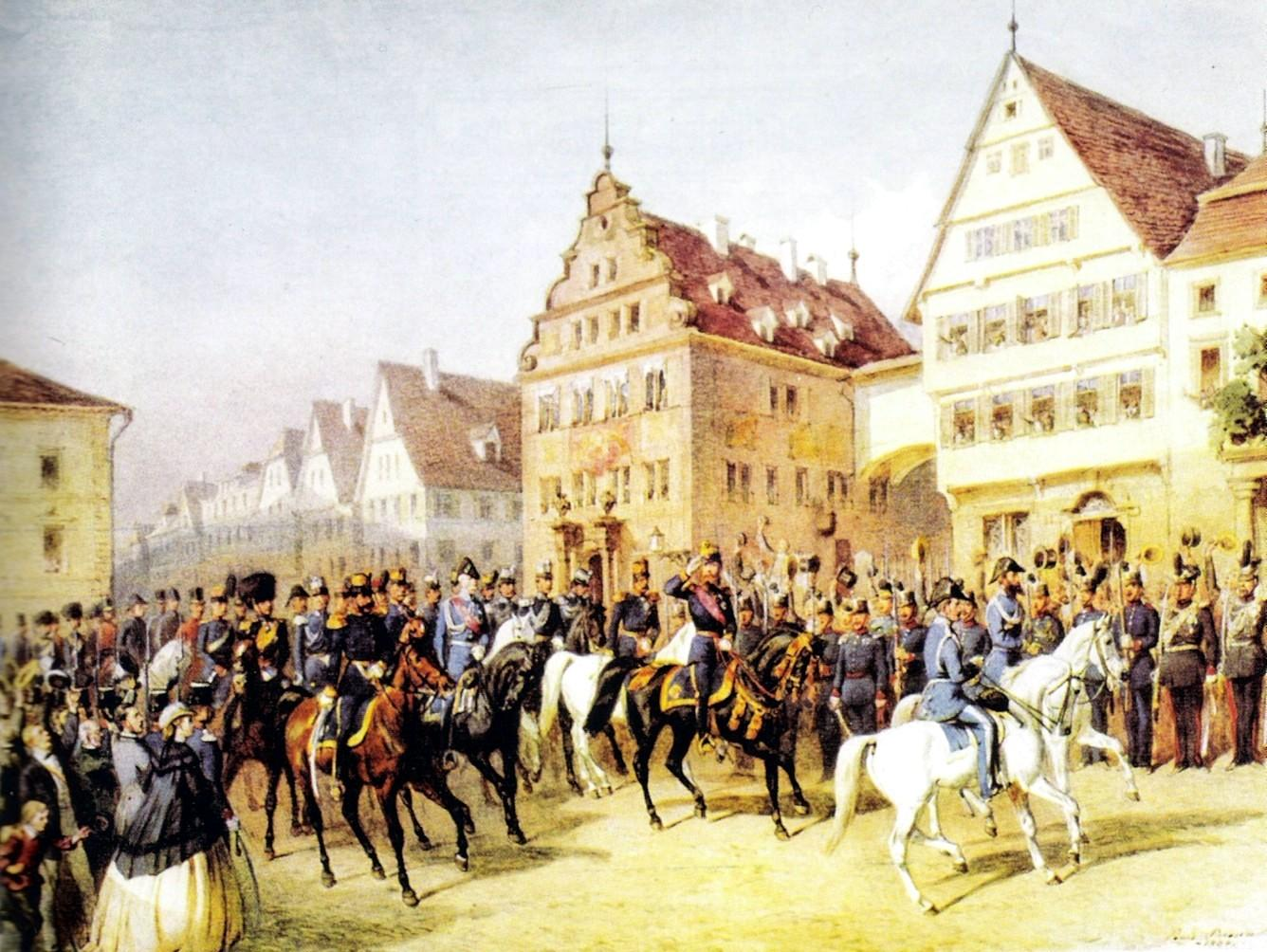
El rey Carlos I en la apertura del parlamento estatal en 1864.

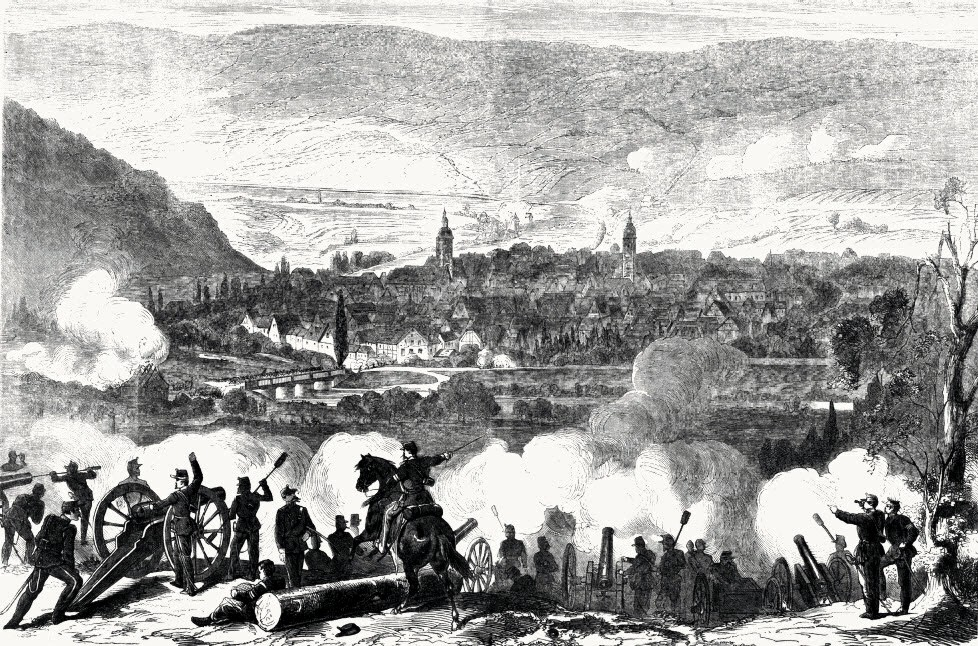
Batalla de Tauberbischofsheim, 1866.

Guillermo I murió el 25 de junio de 1864. Fue sucedido por su hijo Carlos I quien fue entronizado el 12 de julio de 1864. Cumplió con demandas liberales y democráticas. La libertad de prensa y asociación fueron restauradas, se garantizaba la libertad de comercio y libertad de movimiento. Los judíos recibieron plenos derechos de ciudadanía. Se levantaron las restricciones matrimoniales existentes para los pobres. El principal ministro conservador Joseph von Linden fue reemplazado por el más liberal Karl von Varnbüler.
Contrariamente a las políticas de su padre, el rey Carlos fue un defensor de la formación de un estado nación alemán. Cuando después de la guerra de Prusia y Austria contra Dinamarca en 1864, el aumento de tensión entre los ex-aliados llevó al estallido de la guerra en 1866; Baviera, Wurtemberg y Baden se pusieron del lado de Austria. El ejército de Wurtemberg fue aplastado por las tropas prusianas el 24 de julio de 1866 en Tauberbischofsheim unos días antes del armisticio entre Prusia y Austria. Wurtemberg luego concluyó un armisticio con Prusia el 1 de agosto de 1866. La guerra terminó el 23 de agosto con la paz de Praga, en la cual el reino tuvo que reconocer la Confederación del Norte de Alemania que acababa de ser fundada por Prusia y tuvo que pagar una compensación de guerra a este último reino. Con esto se reconocía la disolución de la Confederación Germánica y se adhirió al igual que otras potencias medias alemanas en un Schutz- und Trutzbündnis a Prusia, tratados de protección y colaboración secretos con los estados del sur de Alemania, lo que se hizo público en 1867. Sin embargo, tanto la corte como el gobierno y el pueblo tenían oficialmente una actitud antiprusiana.

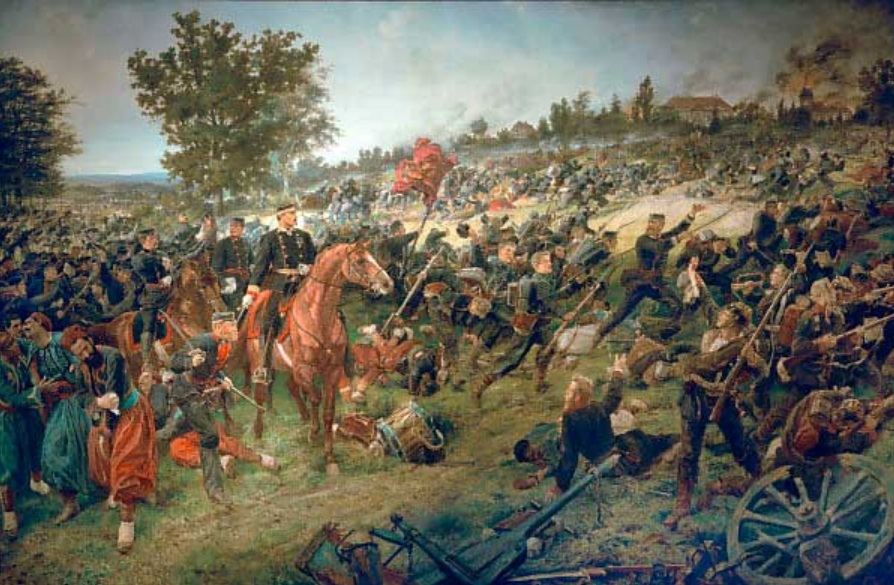
Batalla de Wörth, 1870.

Después del final de la guerra, el partido alemán nacional-liberal fue fundado en Wurtemberg bajo el liderazgo de Julius Hölder, cuyo objetivo era la adhesión de Wurtemberg a la Confederación Alemana del Norte. Se le opuso el Partido democrático Popular de Wurtemberg, que ya había surgido del Partido Progresista liberal en 1864. El Partido Popular con su líder Karl Mayer formó una alianza con conservadores y representantes del catolicismo, cuyo objetivo era evitar un estado nación gobernado por Prusia.
Debido a la alianza con Prusia, el reino tuvo que unirse al Confederación del norte de Alemania en la declaración de guerra al Segundo Imperio Francés. Aunque había un postura antagónica con Prusia, el reino compartió el entusiasmo nacional que se extendió sobre Alemania. Durante la Guerra Franco-Prusiana, el ejército estaba sujeto al mando supremo prusiano. Las tropas wurtemberguesas jugaron un papel destacado en la Batalla de Wörth y en otras operaciones del conflicto. La división de Wurtemberg, comandada por Hugo von Obernitz, se integró al 3.º ejército alemán comandado por el príncipe heredero Federico de Prusia. 

### Dentro del Imperio alemán
En 1871 Wurtemberg se convirtió en un estado federado del Reich Alemán; una importante reducción de la soberanía nacional fue la consecuencia. Wurtemberg perdió la posición internacional que había tenido hasta el momento, pero ganó en seguridad tanto interior como exterior. Las finanzas, la cultura y los ferrocarriles quedaron en manos de Wurtemberg; también se mantuvo la administración militar, correos y telégrafos propios. El impuesto sobre el alcohol se le garantizó hasta 1887.
El gobierno fue reorganizado en 1876. La pieza central de la reforma fue el establecimiento de un ministerio de estado presidio por el primer ministro Hermann von Mittnacht. Esta exitosa creación de un ministerio de estado independiente en 1876 marcó la independencia real del gobierno de Wurtemberg del monarca. En los años siguientes, el rey Carlos I se retiró en gran medida del gobierno y junto con la reina Olga, se dedicó más a tareas culturales y sociales. Aunque fue jefe de la Iglesia Evangélica regional en Wurtemberg, le dio gran importancia a la expansión de los derechos de la minoría católica. 

Stuttgart entre 1890 y 1900.

Cuando el rey Carlos murió repentinamente el 6 de octubre de 1891, fue sucedido por su sobrino, Guillermo II. Políticamente, se alineó con la mayoría parlamentaria. Aunque nombró a los ministros de acuerdo con la constitución, en gran medida les dejó el trabajo político a ellos y al parlamento estatal. Su enfoque personal era promover la cultura. De esta manera, hizo una contribución decisiva al desarrollo de la independencia cultural en Wurtemberg en el imperio federal.
Wurtemberg se organizó más democráticamente que los otros estados alemanes durante el reinado de Guillermo II. Si bien el derecho a voto por el sistema de tres clases prevaleció en Prusia, en Wurtemberg casi todos los hombres mayores de 25 años pudieron elegir la segunda cámara del Landtag (parlamento). La estructura económica y social era más media que alta. En consecuencia, la urbanización y el empobrecimiento asociado de los trabajadores fue menor que en otras partes del Imperio alemán. Sin embargo, hubo una notable y creciente miseria de vivienda entre la fuerza laboral, particularmente en Stuttgart. Las iniciativas sociales cívicas como la construcción de apartamentos para trabajadores y el establecimiento de asociaciones de consumidores no podrían eliminar la difícil situación de los trabajadores; pero contribuyeron al hecho de que las condiciones de vida de la clase baja eran significativamente mejores en comparación con el área del Ruhr o Berlín.
El movimiento obrero, que también se había organizado en Wurtemberg desde mediados del siglo XIX, era más moderado que en Prusia. Se benefició de la política liberal de Carlos I y Guillermo II. La primera asociación de trabajadores se fundó en Stuttgart en mayo de 1848. La primera similar asociación sindical también fue fundada en Stuttgart en 1862, la Asociación Gutenberg de imprenta. Las Leyes antisocialistas, que fueron válidas en el Reich alemán desde 1878 hasta 1890, inicialmente se hicieron cumplir estrictamente, pero se mitigaron considerablemente a lo largo de los años en el reino, por lo que conocidos socialdemócratas como JHW Dietz, Wilhelm Blos, Georg Bassler y Karl Kautsky pudieron operar sin obstáculos. Después de que las leyes antisocialistas fueran derogadas en 1890, hubo un auge de asociaciones socialdemócratas en Wurtemberg. Stuttgart se convirtió en el centro de los esfuerzos sindicales. La Asociación Alemana de Trabajadores Metalúrgicos, fundada en 1891, también tenía su sede en Stuttgart. El objetivo del trabajo sindical fue inicialmente acortar las horas de trabajo. Un primer éxito fue la introducción del día laboral de nueve horas en Bosch en 1894.

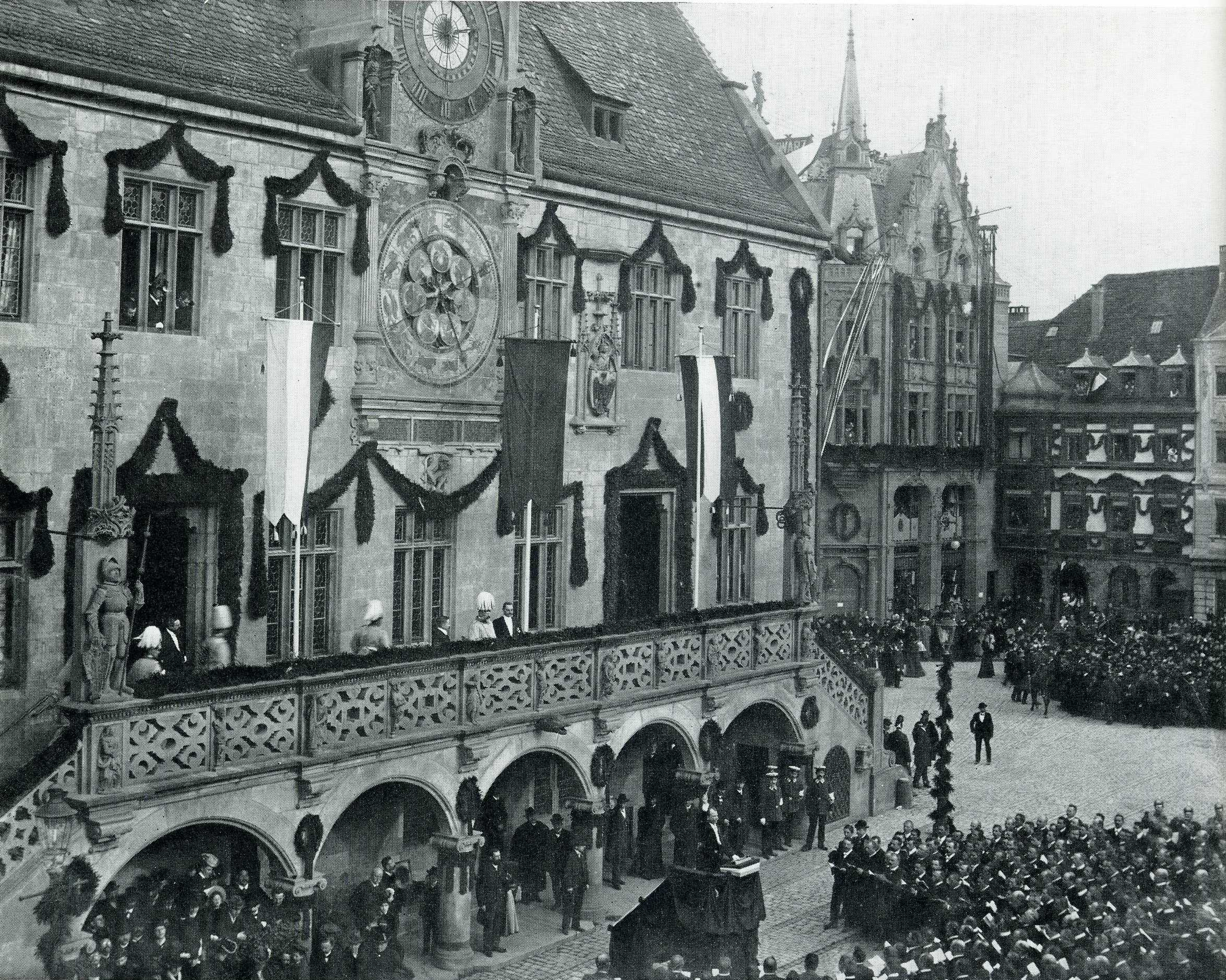
Ayuntamiento de Heilbronn durante la visita del rey Guillermo II, 1906.

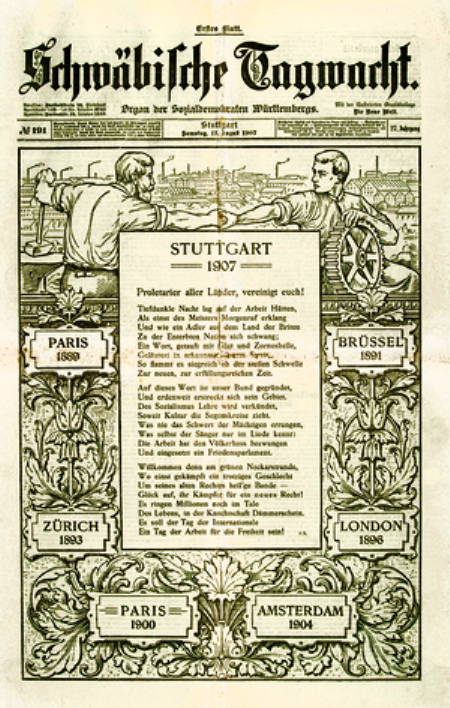
Portada de periódico en el que se hace alusión al congreso internacional socialista en Stuttgart, 1907.

La elección estatal de 1895 resultó en una fuerte mayoría para las facciones democráticas. La supremacía del partido alemán se rompió. La nueva mayoría fue formada por el Partido Democrático Popular de Wurtemberg y el centro católico fundado antes de las elecciones. El SPD llegó al parlamento estatal con dos escaños por primera vez. En los años siguientes, se amplió el sistema parlamentario. Se desarrolló un espectro moderno de partidos a partir de conservadores, liberales nacionales, el partido popular, el centro y el SPD. Los principales políticos de partido en la fase tardía de la monarquía de Wurtemberg fueron los conservadores Heinrich von Kraut y Theodor Körner; del partido democrático popular destacan Friedrich von Payer y Conrad Haußmann; del centro Adolf Gröber y por el SPD Wilhelm Keil. A nivel local, los socialdemócratas estuvieron involucrados en la política desde el principio y a menudo encontraron consenso político con los partidos burgueses.
Sin embargo, en el parlamento estatal, el grupo socialdemócrata aprobó el presupuesto estatal de Wurtemberg solo una vez, en 1907. Esto fue a cambio de poder organizar el Congreso Socialista Internacional en Stuttgart en agosto del mismo año, el primero de su tipo en suelo alemán. Las autoridades de Wurtemberg apoyaron a los organizadores del congreso, para disgusto del emperador y el gobierno de Berlín. Alrededor de 900 delegadas, incluida la activista por los derechos de las mujeres con sede en Stuttgart Clara Zetkin y el revolucionario ruso Lenin, recibieron una cálida bienvenida e incluso se les permitió ingresar a la sala de espera de primera clase en la estación central de Stuttgart. El congreso pudo llevar a cabo su programa sin trabas en la sala de conferencias Liederhalle de Stuttgart y celebrar un gran evento con discursos públicos sobre la explanada Cannstatter Wasen, en el que participaron más de 30.000 personas.
Como el rey Guillermo II no tenía hijos, era previsible que la sucesión al trono pasaría de la línea protestante de la casa de Wurtemberg a la línea católica, con Alberto de Wurtemberg como sucesor. Esta perspectiva alarmó a la burguesía liberal protestante líder de Wurtemberg, y hubo muchas discusiones sobre la relación futura entre la iglesia y el estado. Esto llevó a la situación algo paradójica de que había una dinastía protestante en el estado vecino de Baden, predominantemente católico; mientras que en Wurtemberg un estado predominantemente protestante una dinastía católica se haría cargo de la sucesión.

### Primera Guerra Mundial y el final del Reino

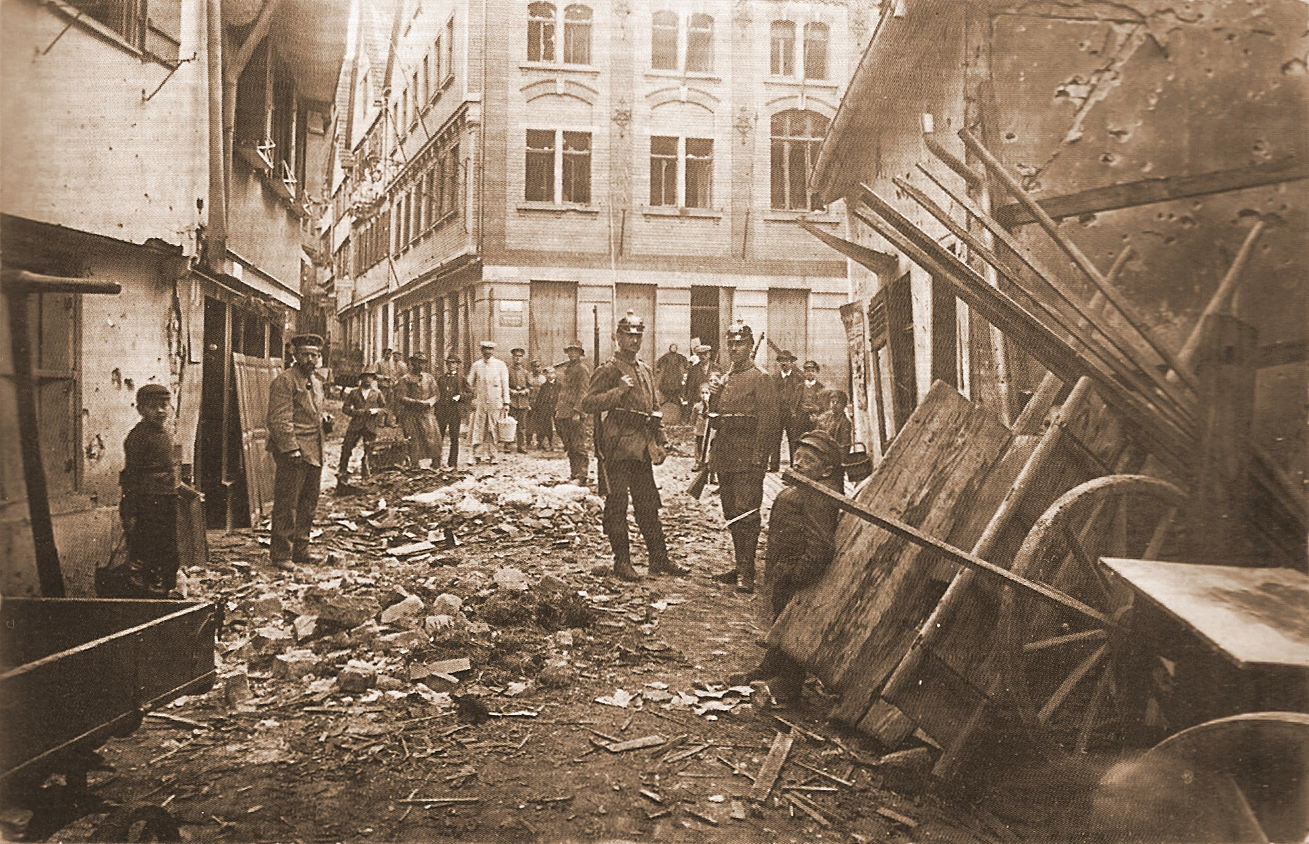
Soldados del regimiento de infantería de Wurtemberg N.° 180 durante la Primera Guerra Mundial evaluando el daño causado por una bomba aérea, en Tubinga, 1916.

El 1 de agosto de 1914, el Reino de Wurtemberg, al igual que los otros estados en el Consejo Federal, aprobó la autorización del canciller Theobald von Bethmann Hollweg para declarar la guerra a Francia y Rusia. El rey Guillermo II luego firmó el llamado a la guerra el 2 de agosto, aunque no compartió el entusiasmo general por la guerra entre la población. Hasta 1918, 508.482 wurtembergueses habían participado en la guerra, lo que correspondía a más de una quinta parte de la población. Aproximadamente 71.641 soldados de Wurtemberg fueron víctimas de la guerra.
En el curso de la Revolución de noviembre, el gobierno de Wurtemberg renunció el 6 de noviembre de 1918 para dar paso a un gobierno parlamentario. Cuando el secretario de estado Philipp Scheidemann proclamó la República desde una ventana del Reichstag en Berlín el 9 de noviembre, también se realizaron manifestaciones en Stuttgart. Los manifestantes ocuparon el Wilhelmspalais en la mañana. Por la tarde, se formó un gobierno provisional en el parlamento estatal a partir de los dos partidos socialistas, el SPD y el USPD, presidido por Wilhelm Blos. El rey Guillermo II salió de Stuttgart la noche del 9 de noviembre y se mudó a un pabellón de caza en Bebenhausen. El 30 de noviembre, declaró su abdicación y tomó el título de duque de Wurtemberg. Con ello el reino dejó de existir oficialmente.
El reino dio paso al Estado Libre Popular de Wurtemberg, que formó parte de la República de Weimar.
Durante la Alemania Nazi el régimen consideró que todo el territorio perteneciente al desaparecido reino formaba parte de Suabia.
Actualmente su territorio forma parte del estado federado alemán de Baden-Wurtemberg.

## Gobierno

### Reyes de Wurtemberg
| Imagen | Nombre       | Reinado   | Notas |
| ------ | ------------ | --------- | --- |
|        | Federico I   | 1806-1816 | Duque, Elector, luego Rey de Wurtemberg. Tras años de ayuda incondicional de Federico a Napoleón, el emperador francés reconoció la dignidad de rey al hasta entonces elector de Wurtemberg. Después de las guerras napoleónicas, el Congreso de Viena le reconoció la dignidad real. |
|        | Guillermo I  | 1816-1864 | Hijo del anterior. Obró moderadamente durante la revolución de 1848, para sobrevivir, pero finalmente acabó con el pequeño parlamento que se reunió en Stuttgart entre el 6-18 de junio de 1848.                                                                                      |
|        | Carlos I     | 1864-1891 | Hijo del anterior. Reintrodujo la libertad de prensa y de asociación, que habían sido limitadas durante el reinado de su padre. En 1866 reconoció la desintegración de la Confederación Germánica. En 1871 Wurtemberg se convirtió en un estado federado del Reich Alemán.            |
|        | Guillermo II | 1891-1918 | Sobrino del anterior. Se convirtió en Mariscal de Campo (Generalfeldmarschall) durante la I Guerra Mundial. En 1918, fue depuesto del trono junto con los otros gobernantes alemanes.                                                                                                 |

### Constitución

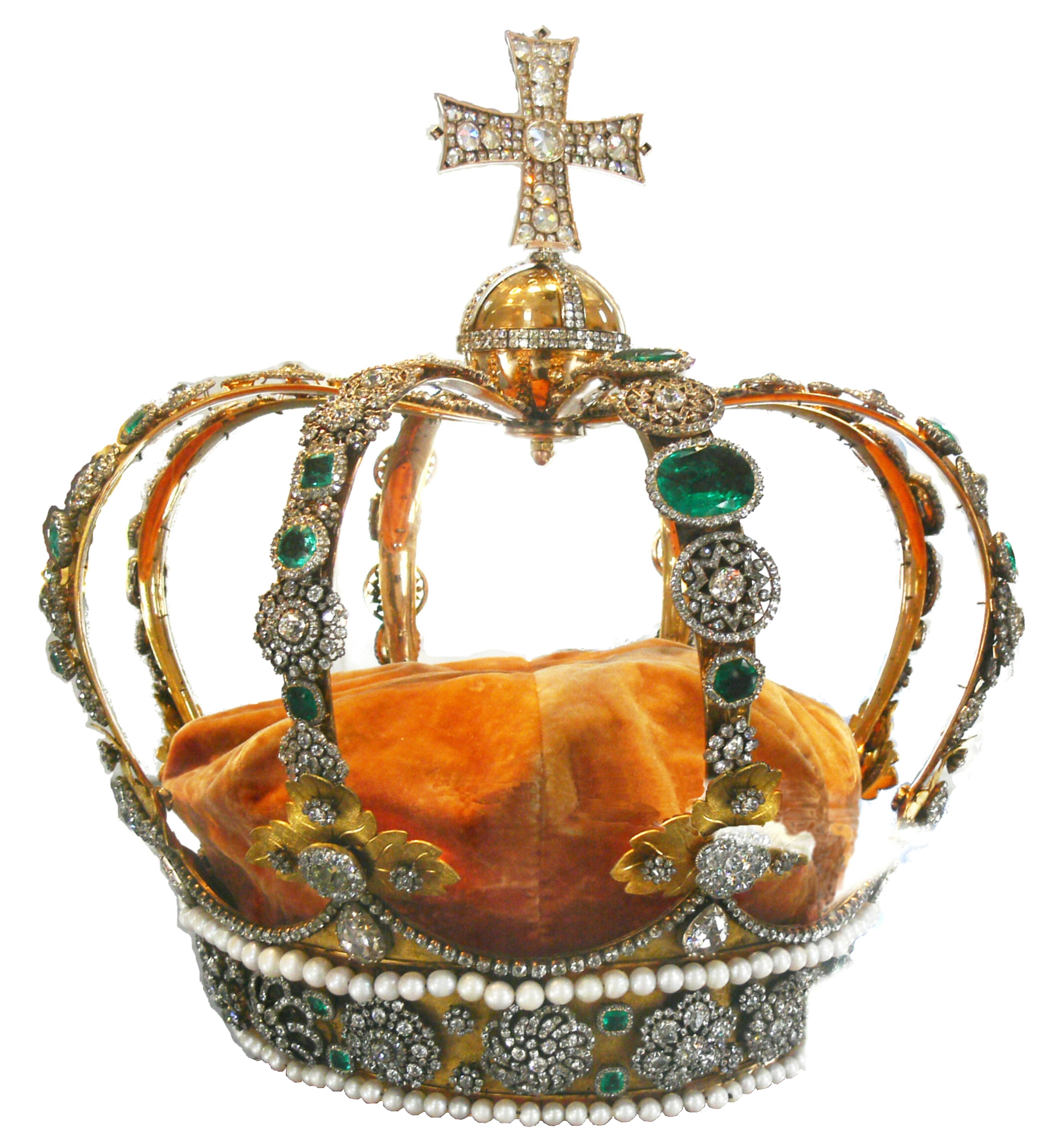
Corona de Wurtemberg.

El Reino de Württemberg funcionó como una monarquía constitucional dentro del Imperio alemán, con cuatro votos en el Consejo Federal (alemán: Bundesrat) y 17 en la Dieta Imperial (alemán: Reichstag). La constitución fue promulgada en 1819, enmendada en 1868, 1874 y 1906, pero la base siempre fue la original.
El reino poseía una legislatura bicameral. La cámara superior (en alemán: Standesherren) comprendía:
- Príncipes de sangre adultos.
- Jefes de familias nobles del rango de conde (en alemán: Graf) hacia arriba.
- Representantes de territorios (en alemán: Standesherrschafien) que poseían votos en la antigua dieta imperial alemana o en la dieta local.
- No más de seis miembros nominados por el rey.
- Ocho miembros del rango de caballeros.
- Seis dignatarios eclesiásticos.
- Un representante de la Universidad de Tübingen.
- Un representante de la Universidad Tecnológica de Stuttgart.
- Dos representantes del comercio y la industria
- Dos representantes de la agricultura.
- Un representante de los artesanos.

La cámara baja (en alemán: Abgeordnetenhaus) tenía 92 miembros:
- 63 representantes de las divisiones administrativas (en alemán: Oberamtsbezirke).
- 6 representantes de Stuttgart, elegidos por representación proporcional.
- 6 representantes, uno de cada una de las seis principales ciudades provinciales.
- 17 miembros de las dos divisiones electorales (en alemán: Landeswahlkreise), elegidos por representación proporcional.

El rey nombró al presidente de la cámara alta; después de 1874, la cámara baja eligió a su propio presidente. Los miembros de cada cámara tenían que ser mayores de 25 años. Los períodos parlamentarios de Wurtemberg duraban seis años y todos los ciudadanos varones mayores de 25 años tenían derecho a votar en las papeletas.
El poder ejecutivo más alto descansaba en manos del Ministerio de Estado (en alemán: Staatsministerium), compuesto por seis ministros: justicia, asuntos exteriores y de la casa real (también con jurisdicción sobre la herencia del rey, los ferrocarriles, las oficinas de correos y el telégrafo), interior, culto público y educación, guerra, y finanzas.
El reino también tenía un consejo privado, compuesto por los ministros y algunos consejeros nominados (en alemán: wirkliche Staatsräte), que asesoraban al soberano. Los jueces de una corte suprema de justicia especial llamada en alemán: Staatsgerichtshof; funcionaba como los guardianes de la constitución. Este tribunal fue elegido en parte por las cámaras y en parte designado por el rey. Cada una de las cámaras tenía el derecho de acusar a los ministros.

## Órdenes de Caballería

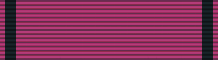
Orden de la Corona de Wurtemberg
Orden al Mérito Militar (Wurtemberg)
Orden de Federico
Orden de Olga (Orden femenina)

- Orden de la Corona de Wurtemberg
- Orden al Mérito Militar (Wurtemberg)
- Orden de Federico
- Orden de Olga

## Geografía
El antiguo Reino de Wurtemberg en sus fronteras de 1813 estaba situado entre 47°34′ y 49°35′ latitud norte y entre 8°15′ y 10°30′ longitud este. Su mayor extensión de norte a sur era de 225 km y de oeste a este 160 km. Las fronteras tenían una longitud total de 1800 km. La superficie total del Estado era de 19 508 km².
Al este Wurtemberg limitaba con el Reino de Baviera, al norte y oeste con el Gran Ducado de Baden (o Baden) y al sur con los pequeños principados de los Hohenzollern. Estos últimos pasarían a Prusia en el año 1850. En el sureste, el Lago de Constanza separaba al reino de Suiza.
En el tramo fronterizo con Baden, existían diversos enclaves, exclaves y varias particularidades territoriales heredadas del orden feudal. Gracias al exclave de Wimpfen compartía también frontera con el Gran Ducado de Hesse.
|                  |
| Wurtemberg 1789. |

|                                                                      |
| Mapa del Reino de Wurtemberg y la Provincia de Hohenzollern en 1888. |

| |
| El Reino de Wurtemberg existió desde el fin de las Guerras Napoleónicas hasta el fin de la I Guerra Mundial. De 1815 a 1866 fue un miembro de la Confederación Germánica y de 1871 a 1918 fue un estado federal del Imperio alemán. |

|                                                                                            |
| Descripción general del suministro público de agua en el Reino de Württemberg, mapa, 1889. |

## Religión
La autoridad sobre las iglesias residía en el rey. En 1534, Ulrich, duque de Wurtemberg impuso la Reforma Protestante en el Ducado de Wurtemberg. El duque, más tarde elevado a rey de Wurtemberg, fue el jefe de la iglesia estatal como summus episcopus, lo que significa que el gobernante unió el poder secular y religioso en su persona. El rey era la cabeza de la Iglesia Evangélica del Estado en Wurtemberg. La Iglesia Protestante fue controlada (bajo el ministro de Religión y Educación) por un consistorio y un sínodo. El consistorio estaba compuesto por un presidente, 9 concejales y un superintendente general o prelado de cada una de las seis ciudades principales. El sínodo consistió en un concilio representativo que incluía tanto miembros laicos como clérigos.
Los católicos eran una minoría fuerte en el Reino de Württemberg. La Iglesia católica en el reino fue dirigida por el Obispo de Rottenburg-Stuttgart, que respondía al Arzobispo de Friburgo de Brisgovia. Políticamente, obedeció a un consejo católico que fue designado por el gobierno.
Un concilio designado por el estado (Oberkirchenbehörde) reglamentó el judaísmo después de 1828, formando la Comunidad Religiosa Israelita de Wurtemberg (alemán : Israelitische Religionsgemeinschaft Württembergs). Sólo en 1864 los judíos recibieron un plano más amplio de igualdad civil y en 1869 el permiso para casarse con cristianos.

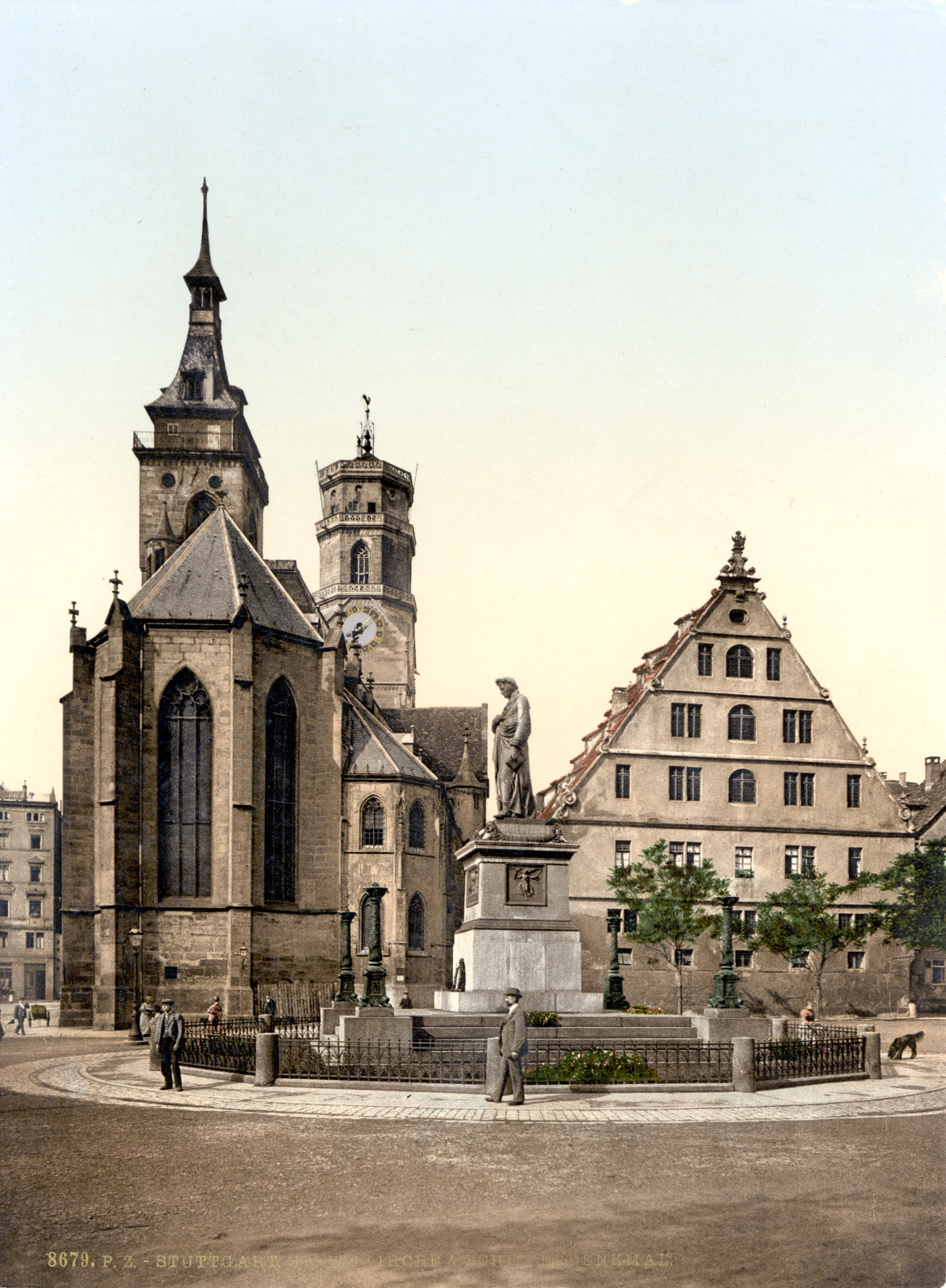
Iglesia Stiftskirche en Stuttgart alrededor del año 1900.
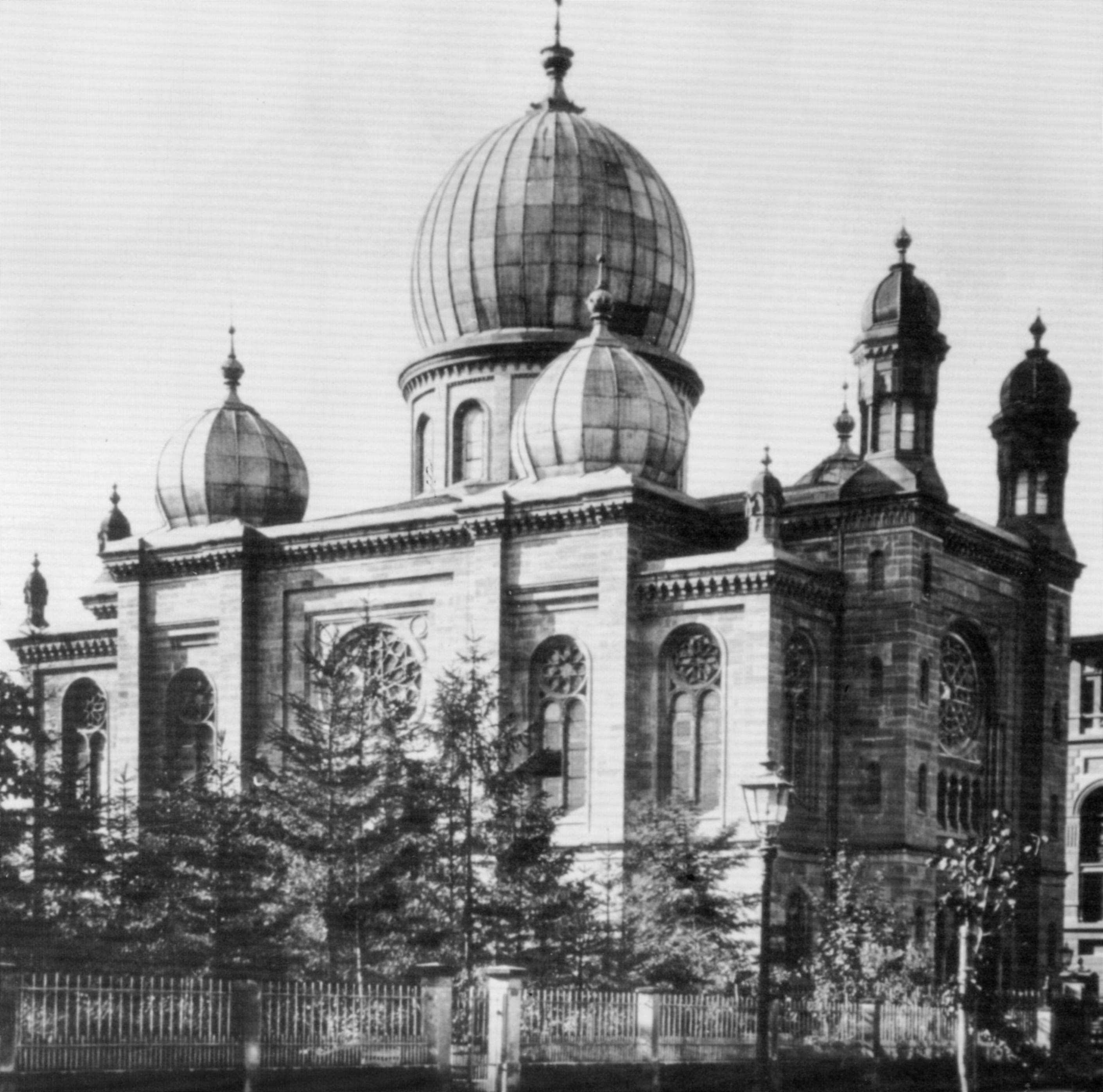
Sinagoga en Heilbronn en 1900

## Educación
El reino promovía la alfabetización universal (lectura y escritura) entre los ciudadanos mayores de diez años. Las instituciones de educación superior incluyeron la Universidad de Tübingen, la Universidad Tecnológica de Stuttgart, la facultad de veterinaria y la escuela comercial en Stuttgart, y la facultad de agricultura de Hohenheim. Gymnasium y otras escuelas existían en las ciudades más grandes, mientras que cada comuna tenía una escuela primaria. Numerosas escuelas y universidades existían para mujeres. Wurtemberg también tenía una escuela de viticultura.

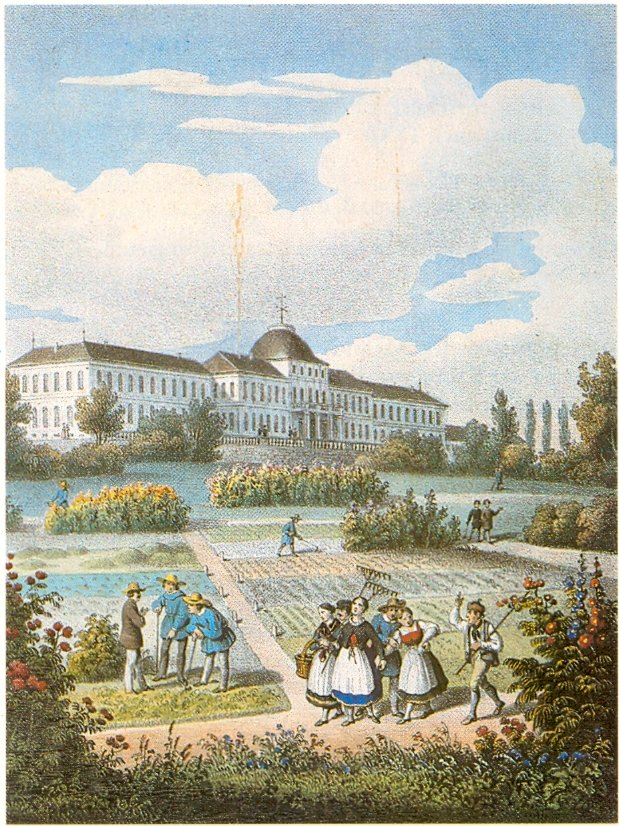
Instituto Real de Horticultura en Hohenheim

## Economía

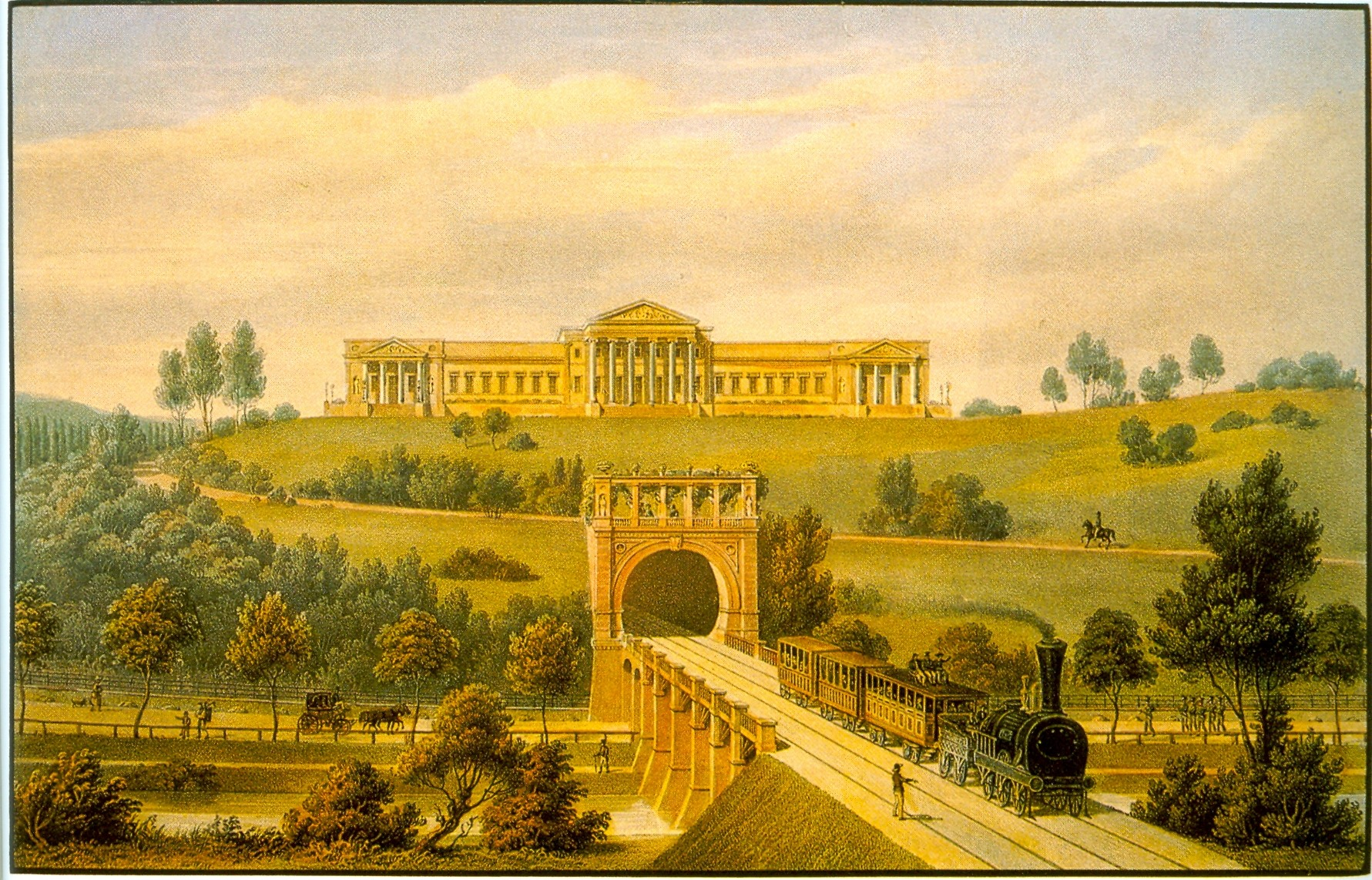
Palacio de Rosenstein con el túnel de Rosenstein en 1846 en la apertura de la línea férrea Stuttgart-Esslingen

El Reino de Wurtemberg fue esencialmente un estado agrícola durante casi toda su existencia. Esto solo cambió notablemente en los años noventa del siglo XIX, cuando el inicio de la era industrial comenzó a surgir en Württemberg también. A comienzos del siglo XIX, más de dos tercios de la población trabajaba en la agricultura.
Los principales productos agrícolas fueron avena, espelta, centeno, trigo, cebada y lúpulo, guisantes y frijoles, maíz, fruta (principalmente cerezas y manzanas), remolacha y tabaco, así como productos de jardín y productos lácteos. La ganadería incluía ganado vacuno, ovejas, cerdos y caballos. Wurtemberg tiene una larga historia en la producción de vinos tintos, en los que crecen variedades diferentes a las que se cultivan en otras regiones vinícolas alemanas. La región vinícola de Wurtemberg se centró en el valle del Neckar y en varios de sus afluentes como Rems, Enz, Kocher y Jagst.

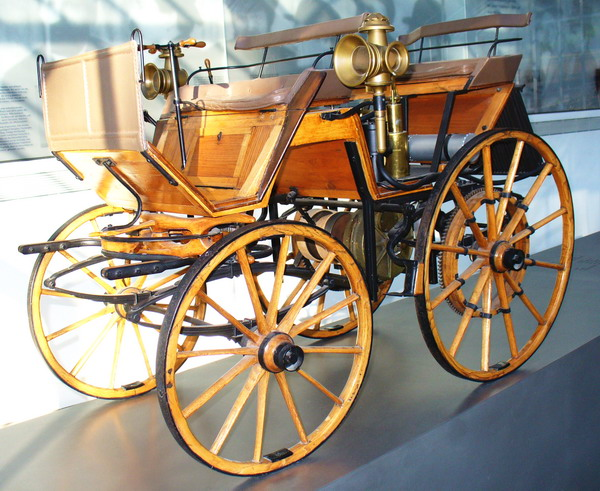
Vehículo motorizado de Daimler de 1886 (modelo)

Ayudados por el gobierno, las industrias manufactureras se desarrollaron rápidamente durante los últimos años del siglo XIX, especialmente en el trabajo del metal, especialmente en las ramas que requerían mano de obra calificada. Importancia especial de los productos de hierro y acero, locomotoras (de las que Esslingen gozaba de buena reputación), maquinaria, automóviles, bicicletas, armas pequeñas (en la fábrica de Mauser en Oberndorf am Neckar), aparatos científicos y artísticos, pianos (en Stuttgart) , órganos y otros instrumentos musicales, aparatos fotográficos, relojes (en la Selva Negra ), aparatos eléctricos y artículos de oro y plata. Los principales minerales de importancia industrial que se encontraron en el reino fueron la sal y el hierro. La industria de la sal saltó a la fama a principios del siglo XIX. La industria del hierro tenía mayor antigüedad pero la falta de carbón ralentizó su desarrollo. Otros minerales incluyen granito, piedra caliza, hierro y arcilla refractaria.
Las manufacturas y fábricas individuales utilizaban principalmente la energía hidroeléctrica, sobre todo a lo largo del Neckar, como en Esslingen y Cannstatt. No fue hasta 1895 que la fuerza del vapor superó a la energía hidroeléctrica en Wurtemberg.
El economista Friedrich List, que no fue reconocido en su época, preformuló muchos pensamientos que gradualmente ayudaron a Wurtemberg a salir de su miseria económica. Esto incluyó la fundación de la Unión Aduanera del sur de Alemania en 1828 y la Unión Aduanera Alemana en 1834, en cuya formación tuvo gran interés el rey Guillermo I, así como la mejora constante de las vías fluviales y rurales.
En 1843, se fundó un ferrocarril estatal en Wurtemberg. Esta fue una gran inversión en el futuro del país, porque en ese momento las tierras agrícolas pobres no podían permitirse su propio ferrocarril a través del terreno topográficamente difícil. La decisión de fundar el Königlich Württembergische Staats-Eisenbahnen fue, al mismo tiempo, una decisión sobre la economía en deuda. Sin embargo, fue la historia del ferrocarril en Wurtemberg fue una historia de éxito que dio sus frutos para el país en el largo plazo. Promovió el crecimiento conjunto de las regiones y el aumento de la comunicación, especialmente porque a lo largo de los raíles se construyeron las líneas telegráficas.
A medida que la industria crecía, también lo hizo la electrificación del país. En el reinado del último rey de Wurtemberg surgieron más de 240 centrales eléctricas. Por lo tanto, en 1916, 1.800 de los 1.899 municipios de Württemberg podían recibir electricidad. La economía de la guerra que acompañó a la Primera Guerra Mundial interrumpió la historia de éxito temprano de muchas compañías y significó para muchas partes de la población privaciones y la muerte de parientes cercanos, a menudo el padre de familia y sostén de la familia. Por primera vez, un gran número de mujeres ingresaron a las fábricas como trabajadores de reemplazo urgentemente necesitados durante la guerra.

### Monedas
El reino y algunos estados vecinos usaron el gulden de Wurtemberg. Desde 1857, el vereinsthaler se introdujo junto al gulden y desde 1873 en adelante, ambos fueron reemplazados por el Marco de oro alemán.

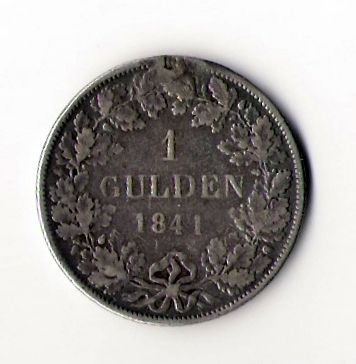
Gulden 1841.
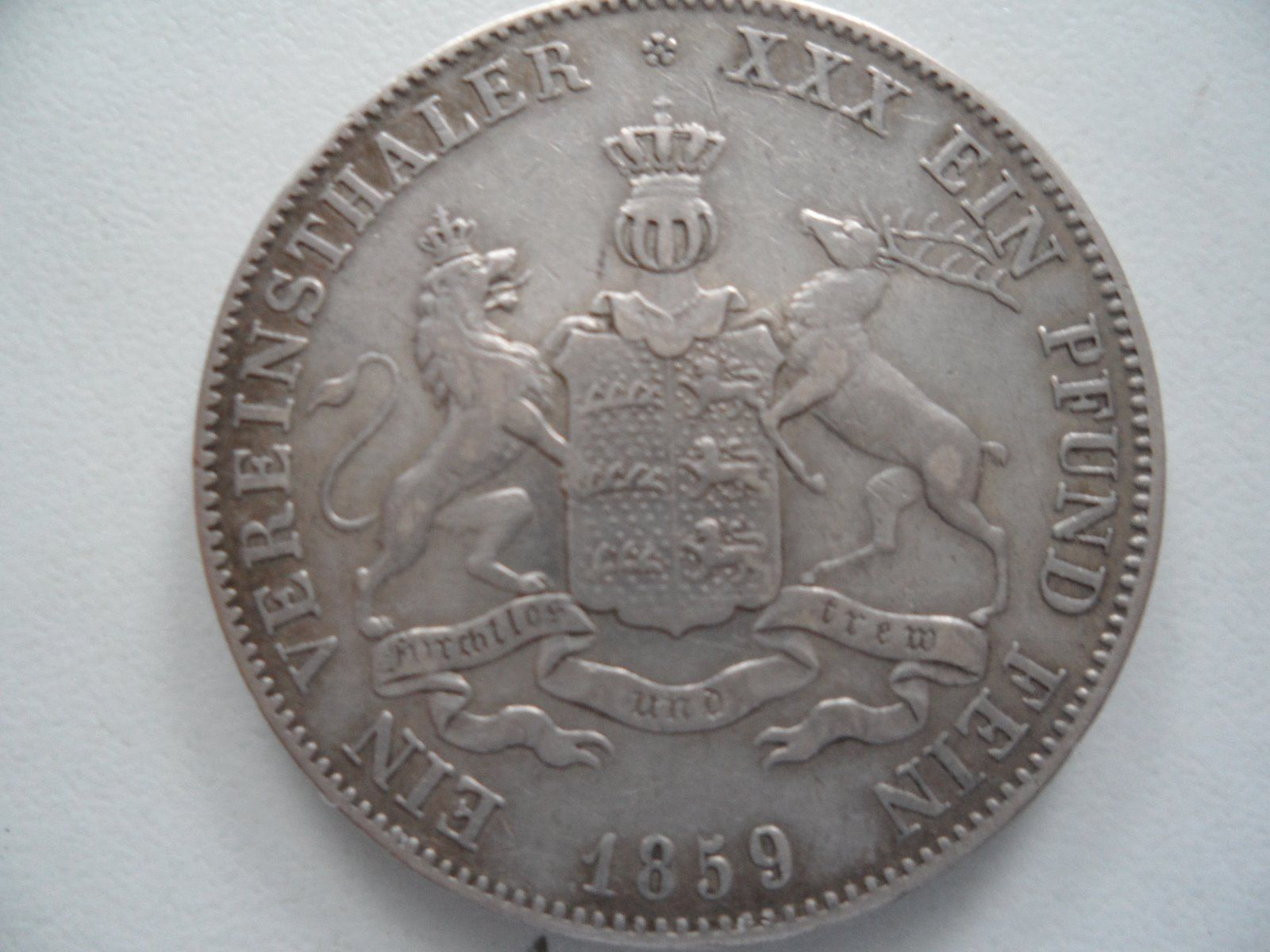
Vereinstaler 1859.
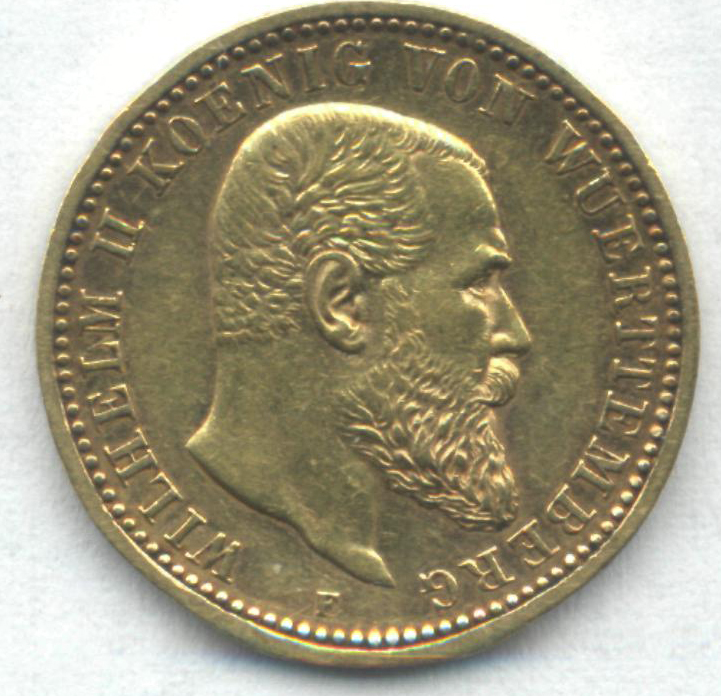
Marco de oro de 1904.

## Ejército
El Real Ejército de Wurtemberg (en alemán:Königlich Württembergische Armee) era en un principio el ejército del Ducado de Wurtemberg, y posteriormente en 1806 del reino de Wurtemberg. En 1871, se integra en el ejército imperial alemán conservando sus instituciones hasta la Primera Guerra Mundial.

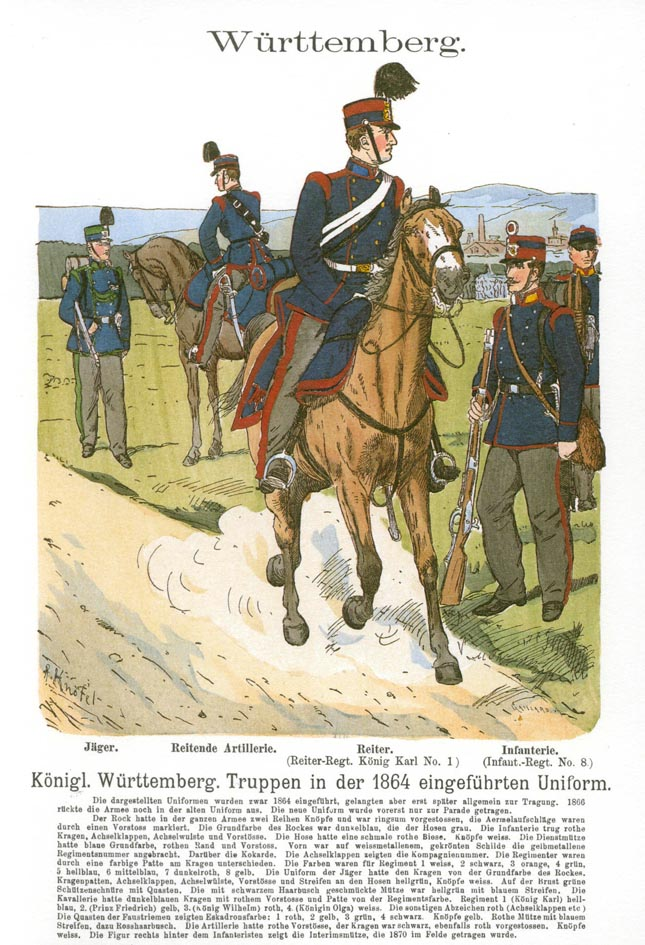
Tropas en 1864.